# Norbu Sangpo
Norbu Sangpo (1659-1698) was een Tibetaans tulku. Hij was de zesde gyaltsab rinpoche, een van de vier belangrijkste geestelijk leiders van de karma kagyütraditie in het Tibetaans boeddhisme.
Norbu Sangpo werd geboren in 1659 in Li Jiang (het huidige Lijiang in Yunnan, China).
Hij is de zoon van Chöying Dorje, de tiende Karmapa, en van zijn vrouw Kelpa Zangmo. Zij was afkomstig uit uit Lijiang waar de Karmapa gedurende ongeveer 15 jaar zijn toevlucht zocht na de Mongoolse invasie van Tibet in de jaren 1640, door de Khoshut-Mongolen onder leiding van Güshi Khan. Deze invasie had plaatsgevonden op verzoek van Ngawang Lobsang Gyatso (1617-1682), de vijfde Dalai lama van de Gelugtraditie van het Tibetaans boeddhisme. De 5e Dalai lama had dit verzoek gedaan omdat de Tibetaanse koningen van Tsang, Karma Phuntsok Namgyal (regeerperiode 1611 - 1620) en zijn opvolger Tenkyong Wangpo (regeerperiode 1620 - 1642) tegenstanders waren van de Gelugschool.
Norbu Sangpo werd ingewijd door zijn vader, de 10e karmapa. Hij staat bekend als een meditatiemeester en heeft veel geschreven.
Na de terugkeer van de 10e karmapa naar Lhasa in 1673 na de verbetering van de politieke situatie, gaf Lobsang Gyatso gevolg aan de wensen van Norbu Sangpo en de vijfde Pawo Rinpoche, Tsouglag Trinlé Gyatso, om de terugkeer van harmonie tussen de tradities gelug en karma-kagyu te bezegelen.
Na de dood van zijn vader in 1674 bevestigden Norbu Zangpo en de zevende Shamar Rinpoche Yeshe Nyingpo dat Yeshe Dorje, ontdekt door de Tertön Mingyour Dorje, de reïncarnatie was van zijn vader, en de 11e karmapa. Norbu Sangpo overleed in 1698 in Tsurpu in Tibet.